# Tour d'Andalousie 2020
Le Tour d'Andalousie 2020 (officiellement : Ruta Del Sol Vuelta Ciclista a Andalucía 2020) est la 66e édition de cette course cycliste sur route masculine. Il a eu lieu du 19 au 23 février 2020 en Andalousie, dans le sud de l'Espagne. Il se déroule en cinq étapes entre Alhaurín de la Torre et Mijas sur un parcours de 686,6 kilomètres et fait partie du calendrier UCI ProSeries 2020 (deuxième niveau mondial) en catégorie 2.Pro. 

## Équipes participantes
Vingt-et-une équipes participent à ce Tour d'Andalousie - 8 WorldTeams, 12 ProTeams et 1 équipe continentale :
| WorldTeams (8)- Astana - Lotto Soudal - Jumbo-Visma - Mitchelton-Scott - AG2R La Mondiale - UAE Team Emirates - Bahrain McLaren - Movistar Team ProTeams (12)- Riwal Readynez - Sport Vlaanderen-Baloise - Alpecin-Fenix - Gazprom-RusVelo - Burgos-BH - Euskaltel-Euskadi - B&B Hotels-Vital Concept p/b KTM - Circus-Wanty Gobert - Total Direct Énergie - Caja Rural-Seguros RGA - Arkéa-Samsic - Bingoal-Wallonie Bruxelles Équipe continentale- Equipo Kern Pharma |
| |

## Étapes
| Étape     | Date    | Villes étapes                    | type                        | Distance (km) | Vainqueur d'étape | Leader du classement général |
| --------- | ------- | -------------------------------- | --------------------------- | ------------- | ----------------- | ---------------------------- |
| 1re étape | 19 fév. | Alhaurin de la Torre – Grazalema | étape de montagne           | 173,8         | Jakob Fuglsang    | Jakob Fuglsang               |
| 2e étape  | 20 fév. | Séville – Iznájar                | étape de plaine             | 198,1         | Gonzalo Serrano   | Jakob Fuglsang               |
| 3e étape  | 21 fév. | Jaén – Úbeda                     | étape de montagne           | 175,9         | Jakob Fuglsang    | Jakob Fuglsang               |
| 4e étape  | 22 fév. | Villanueva Mesía – Grenade       | étape de moyenne montagne   | 120           | Jack Haig         | Jakob Fuglsang               |
| 5e étape  | 23 fév. | Mijas – Mijas                    | contre-la-montre individuel | 13            | Dylan Teuns       | Jakob Fuglsang               |

## Déroulement de la course

### 1reétape
| \| Classement de l'étape \| Classement de l'étape \| Classement de l'étape \| Classement de l'étape \| Classement de l'étape \| \| Coureur \| Coureur \| Pays \| Équipe \| Temps \| \| --------------------- \| --------------------- \| --------------------- \| --------------------- \| --------------------- \| \| 1er \| Jakob Fuglsang \| Danemark \| Astana \| 4 h 41 min 08 s \| \| 2e \| Mikel Landa \| Espagne \| Bahrain McLaren \| + 6 s \| \| 3e \| Dylan Teuns \| Belgique \| Bahrain McLaren \| + 25 s \| \| 4e \| Jack Haig \| Australie \| Mitchelton-Scott \| + 27 s \| \| 5e \| Pello Bilbao \| Espagne \| Bahrain McLaren \| + 27 s \| \| 6e \| Ion Izagirre \| Espagne \| Astana \| + 30 s \| \| 7e \| Chris Harper \| Australie \| Jumbo-Visma \| + 54 s \| \| 8e \| David de la Cruz \| Espagne \| UAE Team Emirates \| + 1 min 03 s \| \| 9e \| Harm Vanhoucke \| Belgique \| Lotto-Soudal \| + 1 min 03 s \| \| 10e \| Rubén Fernández \| Espagne \| Fundación-Orbea \| + 1 min 07 s \| |                  |           |                   |                 |
| |                  |           |                   |                 |
| |                  |           |                   |                 |
| Classement de l'étape |                  |           |                   |                 |
| Coureur | Coureur          | Pays      | Équipe            | Temps           |
| 1er | Jakob Fuglsang   | Danemark  | Astana            | 4 h 41 min 08 s |
| 2e | Mikel Landa      | Espagne   | Bahrain McLaren   | + 6 s           |
| 3e | Dylan Teuns      | Belgique  | Bahrain McLaren   | + 25 s          |
| 4e | Jack Haig        | Australie | Mitchelton-Scott  | + 27 s          |
| 5e | Pello Bilbao     | Espagne   | Bahrain McLaren   | + 27 s          |
| 6e | Ion Izagirre     | Espagne   | Astana            | + 30 s          |
| 7e | Chris Harper     | Australie | Jumbo-Visma       | + 54 s          |
| 8e | David de la Cruz | Espagne   | UAE Team Emirates | + 1 min 03 s    |
| 9e | Harm Vanhoucke   | Belgique  | Lotto-Soudal      | + 1 min 03 s    |
| 10e | Rubén Fernández  | Espagne   | Fundación-Orbea   | + 1 min 07 s    |

| \| Classement général \| Classement général \| Classement général \| Classement général \| Classement général \| \| Coureur \| Coureur \| Pays \| Équipe \| Temps \| \| ------------------ \| ------------------ \| ------------------ \| ------------------ \| ------------------ \| \| 1er \| Jakob Fuglsang \| Danemark \| Astana \| 4 h 41 min 08 s \| \| 2e \| Mikel Landa \| Espagne \| Bahrain McLaren \| + 6 s \| \| 3e \| Dylan Teuns \| Belgique \| Bahrain McLaren \| + 25 s \| \| 4e \| Jack Haig \| Australie \| Mitchelton-Scott \| + 27 s \| \| 5e \| Pello Bilbao \| Espagne \| Bahrain McLaren \| + 27 s \| \| 6e \| Ion Izagirre \| Espagne \| Astana \| + 30 s \| \| 7e \| Chris Harper \| Australie \| Jumbo-Visma \| + 54 s \| \| 8e \| David de la Cruz \| Espagne \| UAE Team Emirates \| + 1 min 03 s \| \| 9e \| Harm Vanhoucke \| Belgique \| Lotto-Soudal \| + 1 min 03 s \| \| 10e \| Rubén Fernández \| Espagne \| Fundación-Orbea \| + 1 min 07 s \| |                  |           |                   |                 |
| |                  |           |                   |                 |
| |                  |           |                   |                 |
| Classement général |                  |           |                   |                 |
| Coureur | Coureur          | Pays      | Équipe            | Temps           |
| 1er | Jakob Fuglsang   | Danemark  | Astana            | 4 h 41 min 08 s |
| 2e | Mikel Landa      | Espagne   | Bahrain McLaren   | + 6 s           |
| 3e | Dylan Teuns      | Belgique  | Bahrain McLaren   | + 25 s          |
| 4e | Jack Haig        | Australie | Mitchelton-Scott  | + 27 s          |
| 5e | Pello Bilbao     | Espagne   | Bahrain McLaren   | + 27 s          |
| 6e | Ion Izagirre     | Espagne   | Astana            | + 30 s          |
| 7e | Chris Harper     | Australie | Jumbo-Visma       | + 54 s          |
| 8e | David de la Cruz | Espagne   | UAE Team Emirates | + 1 min 03 s    |
| 9e | Harm Vanhoucke   | Belgique  | Lotto-Soudal      | + 1 min 03 s    |
| 10e | Rubén Fernández  | Espagne   | Fundación-Orbea   | + 1 min 07 s    |

### 2eétape
| \| Classement de l'étape \| Classement de l'étape \| Classement de l'étape \| Classement de l'étape \| Classement de l'étape \| \| Coureur \| Coureur \| Pays \| Équipe \| Temps \| \| --------------------- \| --------------------- \| --------------------- \| ------------------------ \| --------------------- \| \| 1er \| Gonzalo Serrano \| Espagne \| Caja Rural-Seguros RGA \| 5 h 07 min 49 s \| \| 2e \| Juan José Lobato \| Espagne \| Fundación-Orbea \| + 2 s \| \| 3e \| Dylan Teuns \| Belgique \| Bahrain McLaren \| + 2 s \| \| 4e \| Clément Venturini \| France \| AG2R La Mondiale \| + 4 s \| \| 5e \| Jack Haig \| Australie \| Mitchelton-Scott \| + 4 s \| \| 6e \| Jakob Fuglsang \| Danemark \| Astana \| + 4 s \| \| 7e \| Edward Planckaert \| Belgique \| Sport Vlaanderen-Baloise \| + 4 s \| \| 8e \| Ion Izagirre \| Espagne \| Astana \| + 4 s \| \| 9e \| Andrea Pasqualon \| Italie \| Circus-Wanty Gobert \| + 4 s \| \| 10e \| Marc Soler \| Espagne \| Movistar Team \| + 4 s \| |                   |           |                          |                 |
| |                   |           |                          |                 |
| |                   |           |                          |                 |
| Classement de l'étape |                   |           |                          |                 |
| Coureur | Coureur           | Pays      | Équipe                   | Temps           |
| 1er | Gonzalo Serrano   | Espagne   | Caja Rural-Seguros RGA   | 5 h 07 min 49 s |
| 2e | Juan José Lobato  | Espagne   | Fundación-Orbea          | + 2 s           |
| 3e | Dylan Teuns       | Belgique  | Bahrain McLaren          | + 2 s           |
| 4e | Clément Venturini | France    | AG2R La Mondiale         | + 4 s           |
| 5e | Jack Haig         | Australie | Mitchelton-Scott         | + 4 s           |
| 6e | Jakob Fuglsang    | Danemark  | Astana                   | + 4 s           |
| 7e | Edward Planckaert | Belgique  | Sport Vlaanderen-Baloise | + 4 s           |
| 8e | Ion Izagirre      | Espagne   | Astana                   | + 4 s           |
| 9e | Andrea Pasqualon  | Italie    | Circus-Wanty Gobert      | + 4 s           |
| 10e | Marc Soler        | Espagne   | Movistar Team            | + 4 s           |

| \| Classement général \| Classement général \| Classement général \| Classement général \| Classement général \| \| Coureur \| Coureur \| Pays \| Équipe \| Temps \| \| ------------------ \| ------------------ \| ------------------ \| ------------------ \| ------------------ \| \| 1er \| Jakob Fuglsang \| Danemark \| Astana \| 9 h 49 min 01 s \| \| 2e \| Mikel Landa \| Espagne \| Bahrain McLaren \| + 6 s \| \| 3e \| Dylan Teuns \| Belgique \| Bahrain McLaren \| + 23 s \| \| 4e \| Jack Haig \| Australie \| Mitchelton-Scott \| + 27 s \| \| 5e \| Ion Izagirre \| Espagne \| Astana \| + 30 s \| \| 6e \| Pello Bilbao \| Espagne \| Bahrain McLaren \| + 30 s \| \| 7e \| Chris Harper \| Australie \| Jumbo-Visma \| + 1 min 00 s \| \| 8e \| Harm Vanhoucke \| Belgique \| Lotto-Soudal \| + 1 min 09 s \| \| 9e \| Rubén Fernández \| Espagne \| Fundación-Orbea \| + 1 min 13 s \| \| 10e \| David de la Cruz \| Espagne \| UAE Team Emirates \| + 1 min 14 s \| |                  |           |                   |                 |
| |                  |           |                   |                 |
| |                  |           |                   |                 |
| Classement général |                  |           |                   |                 |
| Coureur | Coureur          | Pays      | Équipe            | Temps           |
| 1er | Jakob Fuglsang   | Danemark  | Astana            | 9 h 49 min 01 s |
| 2e | Mikel Landa      | Espagne   | Bahrain McLaren   | + 6 s           |
| 3e | Dylan Teuns      | Belgique  | Bahrain McLaren   | + 23 s          |
| 4e | Jack Haig        | Australie | Mitchelton-Scott  | + 27 s          |
| 5e | Ion Izagirre     | Espagne   | Astana            | + 30 s          |
| 6e | Pello Bilbao     | Espagne   | Bahrain McLaren   | + 30 s          |
| 7e | Chris Harper     | Australie | Jumbo-Visma       | + 1 min 00 s    |
| 8e | Harm Vanhoucke   | Belgique  | Lotto-Soudal      | + 1 min 09 s    |
| 9e | Rubén Fernández  | Espagne   | Fundación-Orbea   | + 1 min 13 s    |
| 10e | David de la Cruz | Espagne   | UAE Team Emirates | + 1 min 14 s    |

### 3eétape
| \| Classement de l'étape \| Classement de l'étape \| Classement de l'étape \| Classement de l'étape \| Classement de l'étape \| \| Coureur \| Coureur \| Pays \| Équipe \| Temps \| \| --------------------- \| --------------------- \| --------------------- \| --------------------- \| --------------------- \| \| 1er \| Jakob Fuglsang \| Danemark \| Astana \| 4 h 33 min 25 s \| \| 2e \| Pello Bilbao \| Espagne \| Bahrain McLaren \| + 0 s \| \| 3e \| Brandon McNulty \| États-Unis \| UAE Team Emirates \| + 1 s \| \| 4e \| Ion Izagirre \| Espagne \| Astana \| + 4 s \| \| 5e \| Marc Soler \| Espagne \| Movistar Team \| + 6 s \| \| 6e \| Dylan Teuns \| Belgique \| Bahrain McLaren \| + 8 s \| \| 7e \| Jack Haig \| Australie \| Mitchelton-Scott \| + 8 s \| \| 8e \| Mikel Landa \| Espagne \| Bahrain McLaren \| + 8 s \| \| 9e \| Antwan Tolhoek \| Pays-Bas \| Jumbo-Visma \| + 13 s \| \| 10e \| Maurits Lammertink \| Pays-Bas \| Circus-Wanty Gobert \| + 26 s \| |                    |            |                     |                 |
| |                    |            |                     |                 |
| |                    |            |                     |                 |
| Classement de l'étape |                    |            |                     |                 |
| Coureur | Coureur            | Pays       | Équipe              | Temps           |
| 1er | Jakob Fuglsang     | Danemark   | Astana              | 4 h 33 min 25 s |
| 2e | Pello Bilbao       | Espagne    | Bahrain McLaren     | + 0 s           |
| 3e | Brandon McNulty    | États-Unis | UAE Team Emirates   | + 1 s           |
| 4e | Ion Izagirre       | Espagne    | Astana              | + 4 s           |
| 5e | Marc Soler         | Espagne    | Movistar Team       | + 6 s           |
| 6e | Dylan Teuns        | Belgique   | Bahrain McLaren     | + 8 s           |
| 7e | Jack Haig          | Australie  | Mitchelton-Scott    | + 8 s           |
| 8e | Mikel Landa        | Espagne    | Bahrain McLaren     | + 8 s           |
| 9e | Antwan Tolhoek     | Pays-Bas   | Jumbo-Visma         | + 13 s          |
| 10e | Maurits Lammertink | Pays-Bas   | Circus-Wanty Gobert | + 26 s          |

| \| Classement général \| Classement général \| Classement général \| Classement général \| Classement général \| \| Coureur \| Coureur \| Pays \| Équipe \| Temps \| \| ------------------ \| ------------------ \| ------------------ \| ------------------ \| ------------------ \| \| 1er \| Jakob Fuglsang \| Danemark \| Astana \| 14 h 22 min 26 s \| \| 2e \| Mikel Landa \| Espagne \| Bahrain McLaren \| + 14 s \| \| 3e \| Pello Bilbao \| Espagne \| Bahrain McLaren \| + 30 s \| \| 4e \| Dylan Teuns \| Belgique \| Bahrain McLaren \| + 31 s \| \| 5e \| Ion Izagirre \| Espagne \| Astana \| + 34 s \| \| 6e \| Jack Haig \| Australie \| Mitchelton-Scott \| + 35 s \| \| 7e \| Chris Harper \| Australie \| Jumbo-Visma \| + 1 min 23 s \| \| 8e \| Marc Soler \| Espagne \| Movistar Team \| + 1 min 27 s \| \| 9e \| Rubén Fernández \| Espagne \| Fundación-Orbea \| + 1 min 36 s \| \| 10e \| Harm Vanhoucke \| Belgique \| Lotto-Soudal \| + 1 min 36 s \| |                 |           |                  |                  |
| |                 |           |                  |                  |
| |                 |           |                  |                  |
| Classement général |                 |           |                  |                  |
| Coureur | Coureur         | Pays      | Équipe           | Temps            |
| 1er | Jakob Fuglsang  | Danemark  | Astana           | 14 h 22 min 26 s |
| 2e | Mikel Landa     | Espagne   | Bahrain McLaren  | + 14 s           |
| 3e | Pello Bilbao    | Espagne   | Bahrain McLaren  | + 30 s           |
| 4e | Dylan Teuns     | Belgique  | Bahrain McLaren  | + 31 s           |
| 5e | Ion Izagirre    | Espagne   | Astana           | + 34 s           |
| 6e | Jack Haig       | Australie | Mitchelton-Scott | + 35 s           |
| 7e | Chris Harper    | Australie | Jumbo-Visma      | + 1 min 23 s     |
| 8e | Marc Soler      | Espagne   | Movistar Team    | + 1 min 27 s     |
| 9e | Rubén Fernández | Espagne   | Fundación-Orbea  | + 1 min 36 s     |
| 10e | Harm Vanhoucke  | Belgique  | Lotto-Soudal     | + 1 min 36 s     |

### 4eétape
| \| Classement de l'étape \| Classement de l'étape \| Classement de l'étape \| Classement de l'étape \| Classement de l'étape \| \| Coureur \| Coureur \| Pays \| Équipe \| Temps \| \| --------------------- \| --------------------- \| --------------------- \| ---------------------- \| --------------------- \| \| 1er \| Jack Haig \| Australie \| Mitchelton-Scott \| 3 h 07 min 35 s \| \| 2e \| Jakob Fuglsang \| Danemark \| Astana \| + 0 s \| \| 3e \| Mikel Landa \| Espagne \| Bahrain McLaren \| + 0 s \| \| 4e \| Brandon McNulty \| États-Unis \| UAE Team Emirates \| + 27 s \| \| 5e \| Ion Izagirre \| Espagne \| Astana \| + 27 s \| \| 6e \| Dylan Teuns \| Belgique \| Bahrain McLaren \| + 1 min 14 s \| \| 7e \| Marc Soler \| Espagne \| Movistar Team \| + 1 min 14 s \| \| 8e \| Álvaro Cuadros \| Espagne \| Caja Rural-Seguros RGA \| + 1 min 14 s \| \| 9e \| Harm Vanhoucke \| Belgique \| Lotto-Soudal \| + 1 min 14 s \| \| 10e \| Andrey Zeits \| Kazakhstan \| Mitchelton-Scott \| + 1 min 14 s \| |                 |            |                        |                 |
| |                 |            |                        |                 |
| |                 |            |                        |                 |
| Classement de l'étape |                 |            |                        |                 |
| Coureur | Coureur         | Pays       | Équipe                 | Temps           |
| 1er | Jack Haig       | Australie  | Mitchelton-Scott       | 3 h 07 min 35 s |
| 2e | Jakob Fuglsang  | Danemark   | Astana                 | + 0 s           |
| 3e | Mikel Landa     | Espagne    | Bahrain McLaren        | + 0 s           |
| 4e | Brandon McNulty | États-Unis | UAE Team Emirates      | + 27 s          |
| 5e | Ion Izagirre    | Espagne    | Astana                 | + 27 s          |
| 6e | Dylan Teuns     | Belgique   | Bahrain McLaren        | + 1 min 14 s    |
| 7e | Marc Soler      | Espagne    | Movistar Team          | + 1 min 14 s    |
| 8e | Álvaro Cuadros  | Espagne    | Caja Rural-Seguros RGA | + 1 min 14 s    |
| 9e | Harm Vanhoucke  | Belgique   | Lotto-Soudal           | + 1 min 14 s    |
| 10e | Andrey Zeits    | Kazakhstan | Mitchelton-Scott       | + 1 min 14 s    |

| \| Classement général \| Classement général \| Classement général \| Classement général \| Classement général \| \| Coureur \| Coureur \| Pays \| Équipe \| Temps \| \| ------------------ \| ------------------ \| ------------------ \| ------------------ \| ------------------ \| \| 1er \| Jakob Fuglsang \| Danemark \| Astana \| 17 h 30 min 01 s \| \| 2e \| Mikel Landa \| Espagne \| Bahrain McLaren \| + 14 s \| \| 3e \| Jack Haig \| Australie \| Mitchelton-Scott \| + 35 s \| \| 4e \| Ion Izagirre \| Espagne \| Astana \| + 1 min 01 s \| \| 5e \| Pello Bilbao \| Espagne \| Bahrain McLaren \| + 1 min 44 s \| \| 6e \| Dylan Teuns \| Belgique \| Bahrain McLaren \| + 1 min 45 s \| \| 7e \| Marc Soler \| Espagne \| Movistar Team \| + 2 min 41 s \| \| 8e \| Rubén Fernández \| Espagne \| Fundación-Orbea \| + 2 min 50 s \| \| 9e \| Harm Vanhoucke \| Belgique \| Lotto-Soudal \| + 2 min 50 s \| \| 10e \| Brandon McNulty \| États-Unis \| UAE Team Emirates \| + 2 min 59 s \| |                 |            |                   |                  |
| |                 |            |                   |                  |
| |                 |            |                   |                  |
| Classement général |                 |            |                   |                  |
| Coureur | Coureur         | Pays       | Équipe            | Temps            |
| 1er | Jakob Fuglsang  | Danemark   | Astana            | 17 h 30 min 01 s |
| 2e | Mikel Landa     | Espagne    | Bahrain McLaren   | + 14 s           |
| 3e | Jack Haig       | Australie  | Mitchelton-Scott  | + 35 s           |
| 4e | Ion Izagirre    | Espagne    | Astana            | + 1 min 01 s     |
| 5e | Pello Bilbao    | Espagne    | Bahrain McLaren   | + 1 min 44 s     |
| 6e | Dylan Teuns     | Belgique   | Bahrain McLaren   | + 1 min 45 s     |
| 7e | Marc Soler      | Espagne    | Movistar Team     | + 2 min 41 s     |
| 8e | Rubén Fernández | Espagne    | Fundación-Orbea   | + 2 min 50 s     |
| 9e | Harm Vanhoucke  | Belgique   | Lotto-Soudal      | + 2 min 50 s     |
| 10e | Brandon McNulty | États-Unis | UAE Team Emirates | + 2 min 59 s     |

### 5eétape
| \| Classement de l'étape \| Classement de l'étape \| Classement de l'étape \| Classement de l'étape \| Classement de l'étape \| \| Coureur \| Coureur \| Pays \| Équipe \| Temps \| \| --------------------- \| --------------------- \| --------------------- \| --------------------- \| --------------------- \| \| 1er \| Dylan Teuns \| Belgique \| Bahrain McLaren \| 17 min 57 s \| \| 2e \| Jakob Fuglsang \| Danemark \| Astana \| + 17 min 57 s \| \| 3e \| Alexander Edmondson \| Australie \| Mitchelton-Scott \| + 2 s \| \| 4e \| Pello Bilbao \| Espagne \| Bahrain McLaren \| + 3 s \| \| 5e \| Brandon McNulty \| États-Unis \| UAE Team Emirates \| + 9 s \| \| 6e \| Ion Izagirre \| Espagne \| Astana \| + 17 s \| \| 7e \| Jack Haig \| Australie \| Mitchelton-Scott \| + 24 s \| \| 8e \| Chris Harper \| Australie \| Jumbo-Visma \| + 31 s \| \| 9e \| Nélson Oliveira \| Portugal \| Movistar Team \| + 32 s \| \| 10e \| Sonny Colbrelli \| Italie \| Bahrain McLaren \| + 33 s \| |                     |            |                   |               |
| |                     |            |                   |               |
| |                     |            |                   |               |
| Classement de l'étape |                     |            |                   |               |
| Coureur | Coureur             | Pays       | Équipe            | Temps         |
| 1er | Dylan Teuns         | Belgique   | Bahrain McLaren   | 17 min 57 s   |
| 2e | Jakob Fuglsang      | Danemark   | Astana            | + 17 min 57 s |
| 3e | Alexander Edmondson | Australie  | Mitchelton-Scott  | + 2 s         |
| 4e | Pello Bilbao        | Espagne    | Bahrain McLaren   | + 3 s         |
| 5e | Brandon McNulty     | États-Unis | UAE Team Emirates | + 9 s         |
| 6e | Ion Izagirre        | Espagne    | Astana            | + 17 s        |
| 7e | Jack Haig           | Australie  | Mitchelton-Scott  | + 24 s        |
| 8e | Chris Harper        | Australie  | Jumbo-Visma       | + 31 s        |
| 9e | Nélson Oliveira     | Portugal   | Movistar Team     | + 32 s        |
| 10e | Sonny Colbrelli     | Italie     | Bahrain McLaren   | + 33 s        |

## Classements finals

### Classement général final
| \| Classement général \| Classement général \| Classement général \| Classement général \| Classement général \| \| Coureur \| Coureur \| Pays \| Équipe \| Temps \| \| ------------------ \| ------------------ \| ------------------ \| ------------------ \| ------------------ \| \| 1er \| Jakob Fuglsang \| Danemark \| Astana \| 17 h 47 min 58 s \| \| 2e \| Jack Haig \| Australie \| Mitchelton-Scott \| + 59 s \| \| 3e \| Mikel Landa \| Espagne \| Bahrain McLaren \| + 1 min 12 s \| \| 4e \| Ion Izagirre \| Espagne \| Astana \| + 1 min 18 s \| \| 5e \| Dylan Teuns \| Belgique \| Bahrain McLaren \| + 1 min 45 s \| \| 6e \| Pello Bilbao \| Espagne \| Bahrain McLaren \| + 1 min 47 s \| \| 7e \| Brandon McNulty \| États-Unis \| UAE Team Emirates \| + 3 min 08 s \| \| 8e \| Marc Soler \| Espagne \| Movistar Team \| + 3 min 21 s \| \| 9e \| Rubén Fernández \| Espagne \| Fundación-Orbea \| + 3 min 33 s \| \| 10e \| Harm Vanhoucke \| Belgique \| Lotto-Soudal \| + 4 min 12 s \| |                 |            |                   |                  |
| |                 |            |                   |                  |
| Source : ProCyclingStats |                 |            |                   |                  |
| Classement général |                 |            |                   |                  |
| Coureur | Coureur         | Pays       | Équipe            | Temps            |
| 1er | Jakob Fuglsang  | Danemark   | Astana            | 17 h 47 min 58 s |
| 2e | Jack Haig       | Australie  | Mitchelton-Scott  | + 59 s           |
| 3e | Mikel Landa     | Espagne    | Bahrain McLaren   | + 1 min 12 s     |
| 4e | Ion Izagirre    | Espagne    | Astana            | + 1 min 18 s     |
| 5e | Dylan Teuns     | Belgique   | Bahrain McLaren   | + 1 min 45 s     |
| 6e | Pello Bilbao    | Espagne    | Bahrain McLaren   | + 1 min 47 s     |
| 7e | Brandon McNulty | États-Unis | UAE Team Emirates | + 3 min 08 s     |
| 8e | Marc Soler      | Espagne    | Movistar Team     | + 3 min 21 s     |
| 9e | Rubén Fernández | Espagne    | Fundación-Orbea   | + 3 min 33 s     |
| 10e | Harm Vanhoucke  | Belgique   | Lotto-Soudal      | + 4 min 12 s     |

### Classements annexes
| Classement par points | Classement par points | Classement par points | Classement par points  | Classement par points |
| Coureur               | Coureur               | Pays                  | Équipe                 | Points                |
| --------------------- | --------------------- | --------------------- | ---------------------- | --------------------- |
| 1er                   | Jakob Fuglsang        | Danemark              | Astana                 | 100 pts               |
| 2e                    | Dylan Teuns           | Belgique              | Bahrain McLaren        | 77 pts                |
| 3e                    | Jack Haig             | Australie             | Mitchelton-Scott       | 69 pts                |
| 4e                    | Ion Izagirre          | Espagne               | Astana                 | 54 pts                |
| 5e                    | Pello Bilbao          | Espagne               | Bahrain McLaren        | 54 pts                |
| 6e                    | Mikel Landa           | Espagne               | Bahrain McLaren        | 48 pts                |
| 7e                    | Brandon McNulty       | États-Unis            | UAE Team Emirates      | 42 pts                |
| 8e                    | Marc Soler            | Espagne               | Movistar Team          | 34 pts                |
| 9e                    | Gonzalo Serrano       | Espagne               | Caja Rural-Seguros RGA | 25 pts                |
| 10e                   | Juan José Lobato      | Espagne               | Fundación-Orbea        | 20 pts                |

| Classement par points | Classement par points | Classement par points | Classement par points  | Classement par points |
| Coureur               | Coureur               | Pays                  | Équipe                 | Points                |
| --------------------- | --------------------- | --------------------- | ---------------------- | --------------------- |
| 1er                   | Jakob Fuglsang        | Danemark              | Astana                 | 100 pts               |
| 2e                    | Dylan Teuns           | Belgique              | Bahrain McLaren        | 77 pts                |
| 3e                    | Jack Haig             | Australie             | Mitchelton-Scott       | 69 pts                |
| 4e                    | Ion Izagirre          | Espagne               | Astana                 | 54 pts                |
| 5e                    | Pello Bilbao          | Espagne               | Bahrain McLaren        | 54 pts                |
| 6e                    | Mikel Landa           | Espagne               | Bahrain McLaren        | 48 pts                |
| 7e                    | Brandon McNulty       | États-Unis            | UAE Team Emirates      | 42 pts                |
| 8e                    | Marc Soler            | Espagne               | Movistar Team          | 34 pts                |
| 9e                    | Gonzalo Serrano       | Espagne               | Caja Rural-Seguros RGA | 25 pts                |
| 10e                   | Juan José Lobato      | Espagne               | Fundación-Orbea        | 20 pts                |

| Classement de la montagne | Classement de la montagne | Classement de la montagne | Classement de la montagne | Classement de la montagne |
| Coureur                   | Coureur                   | Pays                      | Équipe                    | Points                    |
| ------------------------- | ------------------------- | ------------------------- | ------------------------- | ------------------------- |
| 1er                       | Floris De Tier            | Belgique                  | Alpecin-Fenix             | 32 pts                    |
| 2e                        | Mikel Bizkarra            | Espagne                   | Fundación-Orbea           | 20 pts                    |
| 3e                        | Jakob Fuglsang            | Danemark                  | Astana                    | 16 pts                    |
| 4e                        | Jack Haig                 | Australie                 | Mitchelton-Scott          | 16 pts                    |
| 5e                        | Mikel Landa               | Espagne                   | Bahrain McLaren           | 16 pts                    |
| 6e                        | Maurits Lammertink        | Pays-Bas                  | Circus-Wanty Gobert       | 10 pts                    |
| 7e                        | Carmelo Urbano            | Espagne                   | Caja Rural-Seguros RGA    | 9 pts                     |
| 8e                        | Enric Mas                 | Espagne                   | Movistar Team             | 9 pts                     |
| 9e                        | Lennard Hofstede          | Pays-Bas                  | Jumbo-Visma               | 8 pts                     |
| 10e                       | Jérôme Cousin             | France                    | Total Direct Énergie      | 6 pts                     |

| Classement de la montagne | Classement de la montagne | Classement de la montagne | Classement de la montagne | Classement de la montagne |
| Coureur                   | Coureur                   | Pays                      | Équipe                    | Points                    |
| ------------------------- | ------------------------- | ------------------------- | ------------------------- | ------------------------- |
| 1er                       | Floris De Tier            | Belgique                  | Alpecin-Fenix             | 32 pts                    |
| 2e                        | Mikel Bizkarra            | Espagne                   | Fundación-Orbea           | 20 pts                    |
| 3e                        | Jakob Fuglsang            | Danemark                  | Astana                    | 16 pts                    |
| 4e                        | Jack Haig                 | Australie                 | Mitchelton-Scott          | 16 pts                    |
| 5e                        | Mikel Landa               | Espagne                   | Bahrain McLaren           | 16 pts                    |
| 6e                        | Maurits Lammertink        | Pays-Bas                  | Circus-Wanty Gobert       | 10 pts                    |
| 7e                        | Carmelo Urbano            | Espagne                   | Caja Rural-Seguros RGA    | 9 pts                     |
| 8e                        | Enric Mas                 | Espagne                   | Movistar Team             | 9 pts                     |
| 9e                        | Lennard Hofstede          | Pays-Bas                  | Jumbo-Visma               | 8 pts                     |
| 10e                       | Jérôme Cousin             | France                    | Total Direct Énergie      | 6 pts                     |

| Classement des sprints | Classement des sprints | Classement des sprints | Classement des sprints | Classement des sprints |
| Coureur                | Coureur                | Pays                   | Équipe                 | Points                 |
| ---------------------- | ---------------------- | ---------------------- | ---------------------- | ---------------------- |
| 1er                    | Loïc Vliegen           | Belgique               | Circus-Wanty Gobert    | 8 pts                  |
| 2e                     | Carmelo Urbano         | Espagne                | Caja Rural-Seguros RGA | 6 pts                  |
| 3e                     | Ángel Madrazo          | Espagne                | Burgos-BH              | 3 pts                  |
| 4e                     | Jérôme Cousin          | France                 | Total Direct Énergie   | 3 pts                  |
| 5e                     | Louis Vervaeke         | Belgique               | Alpecin-Fenix          | 2 pts                  |
| 6e                     | Jimmy Janssens         | Belgique               | Alpecin-Fenix          | 2 pts                  |
| 7e                     | Sonny Colbrelli        | Italie                 | Bahrain McLaren        | 2 pts                  |
| 8e                     | Lennard Hofstede       | Pays-Bas               | Jumbo-Visma            | 2 pts                  |
| 9e                     | Matthew Holmes         | Royaume-Uni            | Lotto-Soudal           | 2 pts                  |
| 10e                    | Floris De Tier         | Belgique               | Alpecin-Fenix          | 1 pt                   |

| Classement des sprints | Classement des sprints | Classement des sprints | Classement des sprints | Classement des sprints |
| Coureur                | Coureur                | Pays                   | Équipe                 | Points                 |
| ---------------------- | ---------------------- | ---------------------- | ---------------------- | ---------------------- |
| 1er                    | Loïc Vliegen           | Belgique               | Circus-Wanty Gobert    | 8 pts                  |
| 2e                     | Carmelo Urbano         | Espagne                | Caja Rural-Seguros RGA | 6 pts                  |
| 3e                     | Ángel Madrazo          | Espagne                | Burgos-BH              | 3 pts                  |
| 4e                     | Jérôme Cousin          | France                 | Total Direct Énergie   | 3 pts                  |
| 5e                     | Louis Vervaeke         | Belgique               | Alpecin-Fenix          | 2 pts                  |
| 6e                     | Jimmy Janssens         | Belgique               | Alpecin-Fenix          | 2 pts                  |
| 7e                     | Sonny Colbrelli        | Italie                 | Bahrain McLaren        | 2 pts                  |
| 8e                     | Lennard Hofstede       | Pays-Bas               | Jumbo-Visma            | 2 pts                  |
| 9e                     | Matthew Holmes         | Royaume-Uni            | Lotto-Soudal           | 2 pts                  |
| 10e                    | Floris De Tier         | Belgique               | Alpecin-Fenix          | 1 pt                   |

| Classement par équipes | Classement par équipes | Classement par équipes | Classement par équipes |
| Équipe                 | Équipe                 | Pays                   | Temps                  |
| ---------------------- | ---------------------- | ---------------------- | ---------------------- |
| 1re                    | Bahrain McLaren        | Bahreïn                | 53 h 28 min 13 s       |
| 2e                     | Mitchelton-Scott       | Australie              | + 4 min 38 s           |
| 3e                     | Astana                 | Kazakhstan             | + 12 min 18 s          |
| 4e                     | Movistar Team          | Espagne                | + 15 min 44 s          |
| 5e                     | Euskaltel-Euskadi      | Espagne                | + 16 min 54 s          |
| 6e                     | UAE Team Emirates      | Émirats arabes unis    | + 24 min 52 s          |
| 7e                     | Lotto Soudal           | Belgique               | + 29 min 29 s          |
| 8e                     | Jumbo-Visma            | Pays-Bas               | + 31 min 28 s          |
| 9e                     | Equipo Kern Pharma     | Espagne                | + 36 min 52 s          |
| 10e                    | Caja Rural-Seguros RGA | Espagne                | + 39 min 06 s          |

| Classement par équipes | Classement par équipes | Classement par équipes | Classement par équipes |
| Équipe                 | Équipe                 | Pays                   | Temps                  |
| ---------------------- | ---------------------- | ---------------------- | ---------------------- |
| 1re                    | Bahrain McLaren        | Bahreïn                | 53 h 28 min 13 s       |
| 2e                     | Mitchelton-Scott       | Australie              | + 4 min 38 s           |
| 3e                     | Astana                 | Kazakhstan             | + 12 min 18 s          |
| 4e                     | Movistar Team          | Espagne                | + 15 min 44 s          |
| 5e                     | Euskaltel-Euskadi      | Espagne                | + 16 min 54 s          |
| 6e                     | UAE Team Emirates      | Émirats arabes unis    | + 24 min 52 s          |
| 7e                     | Lotto Soudal           | Belgique               | + 29 min 29 s          |
| 8e                     | Jumbo-Visma            | Pays-Bas               | + 31 min 28 s          |
| 9e                     | Equipo Kern Pharma     | Espagne                | + 36 min 52 s          |
| 10e                    | Caja Rural-Seguros RGA | Espagne                | + 39 min 06 s          |

### Classement UCI
La course attribue des points au Classement mondial UCI 2020 selon le barème suivant.
| Position           | 1er | 2e  | 3e  | 4e  | 5e | 6e | 7e | 8e | 9e | 10e | 11e | 12e | 13e | 14e | 15e | 16e à 30e | 31e à 40e |
| Classement général | 200 | 150 | 125 | 100 | 85 | 70 | 60 | 50 | 40 | 35  | 30  | 25  | 20  | 15  | 10  | 5         | 3         |
| Par étape          | 20  | 10  | 5   |     |    |    |    |    |    |     |     |     |     |     |     |           |           |
| Leader, par étape  | 5   |     |     |     |    |    |    |    |    |     |     |     |     |     |     |           |           |

## Évolution des classements
| Étape            | Vainqueur        | Classement général | Classement par points | Classement de la montagne | Classement des metas volantes | Classement par équipes |
| ---------------- | ---------------- | ------------------ | --------------------- | ------------------------- | ----------------------------- | ---------------------- |
| 1                | Jakob Fuglsang   | Jakob Fuglsang     | Jakob Fuglsang        | Jakob Fuglsang            | Carmelo Urbano                | Bahrain-McLaren        |
| 2                | Gonzalo Serrano  | Jakob Fuglsang     | Jakob Fuglsang        | Jakob Fuglsang            | Carmelo Urbano                | Bahrain-McLaren        |
| 3                | Jakob Fuglsang   | Jakob Fuglsang     | Jakob Fuglsang        | Floris De Tier            | Loïc Vliegen                  | Bahrain-McLaren        |
| 4                | Jack Haig        | Jakob Fuglsang     | Jakob Fuglsang        | Floris De Tier            | Loïc Vliegen                  | Bahrain-McLaren        |
| 5                | Dylan Teuns      | Jakob Fuglsang     | Jakob Fuglsang        | Floris De Tier            | Loïc Vliegen                  | Bahrain-McLaren        |
| Classement final | Classement final | Jakob Fuglsang     | Jakob Fuglsang        | Floris De Tier            | Loïc Vliegen                  | Bahrain-McLaren        |

## Liste des participants
| Légende                             | Légende                                                                                                  | Légende                                 | Légende                                                                                         |
| ----------------------------------- | --- | --------------------------------------- | ----------------------------------------------------------------------------------------------- |
| Num                                 | Dossard de départ porté par le coureur sur ce Tour d'Andalousie                                          | Pos                                     | Position finale au classement général                                                           |
| Leader du classement général        | Indique le vainqueur du classement général                                                               | Leader du classement par points         | Indique le vainqueur du classement par points                                                   |
| Leader du classement de la montagne | Indique le vainqueur du classement de la montagne                                                        | Leader du classement des Metas Volantes | Indique le vainqueur du classement des Metas Volantes                                           |
|                                     | Indique un maillot de champion national ou mondial, suivi de sa spécialité                               | #                                       | Indique la meilleure équipe                                                                     |
| NP                                  | Indique un coureur qui n'a pas pris le départ d'une étape, suivi du numéro de l'étape où il s'est retiré | AB                                      | Indique un coureur qui n'a pas terminé une étape, suivi du numéro de l'étape où il s'est retiré |
| HD                                  | Indique un coureur qui a terminé une étape hors des délais, suivi du numéro de l'étape                   |                                         |                                                                                                 |

| Astana AST | Astana AST            | Astana AST |
| ---------- | --------------------- | ---------- |
| Num        | Coureur               | Pos        |
| 1          | Jakob Fuglsang (DEN)  | 1er        |
| 2          | Ion Izagirre (ESP)    | 4e         |
| 3          | Dmitriy Gruzdev (KAZ) | 124e       |
| 4          | Hugo Houle (CAN)      | 84e        |
| 5          | Vadim Pronskiy (KAZ)  | 30e        |
| 6          | Daniil Fominykh (KAZ) | NP-1       |
| 7          | Nikita Stalnow (KAZ)  | 121e       |

| Jumbo-Visma TJV | Jumbo-Visma TJV          | Jumbo-Visma TJV |
| --------------- | ------------------------ | --------------- |
| Num             | Coureur                  | Pos             |
| 11              | Antwan Tolhoek (NED)     | 12e             |
| 12              | Chris Harper (AUS)       | 14e             |
| 13              | Lennard Hofstede (NED)   | 88e             |
| 14              | Taco van der Hoorn (NED) | 92e             |
| 15              | Paul Martens (GER)       | 54e             |
| 16              | Bert-Jan Lindeman (NED)  | 97e             |
| 17              | Tom Leezer (NED)         | NP-5            |

| Mitchelton-Scott MTS | Mitchelton-Scott MTS      | Mitchelton-Scott MTS |
| -------------------- | ------------------------- | -------------------- |
| Num                  | Coureur                   | Pos                  |
| 21                   | Jack Haig (AUS)           | 2e                   |
| 22                   | Mikel Nieve (ESP)         | 13e                  |
| 23                   | Edoardo Affini (ITA)      | 87e                  |
| 24                   | Alexander Edmondson (AUS) | 80e                  |
| 25                   | Brent Bookwalter (USA)    | 16e                  |
| 26                   | Andrey Zeits (KAZ)        | 11e                  |
| 27                   | Alexander Konychev (ITA)  | 105e                 |

| Movistar Team MOV | Movistar Team MOV      | Movistar Team MOV |
| ----------------- | ---------------------- | ----------------- |
| Num               | Coureur                | Pos               |
| 31                | Marc Soler (ESP)       | 8e                |
| 32                | Enric Mas (ESP)        | 20e               |
| 33                | Nélson Oliveira (POR)  | 64e               |
| 34                | Antonio Pedrero (ESP)  | 26e               |
| 35                | Jorge Arcas (ESP)      | 46e               |
| 36                | Jürgen Roelandts (BEL) | 101e              |
| 37                | Sebastián Mora (ESP)   | 111e              |

| Lotto-Soudal LTS | Lotto-Soudal LTS        | Lotto-Soudal LTS |
| ---------------- | ----------------------- | ---------------- |
| Num              | Coureur                 | Pos              |
| 41               | Tomasz Marczyński (POL) | 59e              |
| 42               | Sander Armée (BEL)      | 17e              |
| 43               | Matthew Holmes (GBR)    | 114e             |
| 44               | Kobe Goossens (BEL)     | 75e              |
| 45               | Stefano Oldani (ITA)    | 82e              |
| 46               | Harm Vanhoucke (BEL)    | 10e              |
| 47               | Brian van Goethem (NED) | 72e              |

| Bahrain McLaren TBM | Bahrain McLaren TBM   | Bahrain McLaren TBM |
| ------------------- | --------------------- | ------------------- |
| Num                 | Coureur               | Pos                 |
| 51                  | Mikel Landa (ESP)     | 3e                  |
| 52                  | Pello Bilbao (ESP)    | 6e                  |
| 53                  | Mark Padun (UKR)      | 117e                |
| 54                  | Damiano Caruso (ITA)  | 29e                 |
| 55                  | Sonny Colbrelli (ITA) | 70e                 |
| 56                  | Matej Mohorič (SLO)   | 73e                 |
| 57                  | Dylan Teuns (BEL)     | 5e                  |

| AG2R La Mondiale ALM | AG2R La Mondiale ALM    | AG2R La Mondiale ALM |
| -------------------- | ----------------------- | -------------------- |
| Num                  | Coureur                 | Pos                  |
| 61                   | Silvan Dillier (SUI)    | 18e                  |
| 62                   | Lawrence Naesen (BEL)   | 79e                  |
| 63                   | Alexis Gougeard (FRA)   | 91e                  |
| 64                   | Oliver Naesen (BEL)     | 32e                  |
| 65                   | Stijn Vandenbergh (BEL) | AB-3                 |
| 66                   | Clément Venturini (FRA) | 48e                  |

| UAE Team Emirates UAD | UAE Team Emirates UAD      | UAE Team Emirates UAD |
| --------------------- | -------------------------- | --------------------- |
| Num                   | Coureur                    | Pos                   |
| 71                    | David de la Cruz (ESP)     | AB-4                  |
| 72                    | Alessandro Covi (ITA)      | 51e                   |
| 73                    | Valerio Conti (ITA)        | 61e                   |
| 74                    | Brandon McNulty (USA)      | 7e                    |
| 75                    | Vegard Stake Laengen (NOR) | 76e                   |
| 76                    | Yousif Mirza (UAE)         | NP-1                  |
| 77                    | Edward Ravasi (ITA)        | 24e                   |

| Circus-Wanty Gobert CWG | Circus-Wanty Gobert CWG  | Circus-Wanty Gobert CWG |
| ----------------------- | ------------------------ | ----------------------- |
| Num                     | Coureur                  | Pos                     |
| 81                      | Jan Bakelants (BEL)      | 23e                     |
| 82                      | Loïc Vliegen (BEL)       | 71e                     |
| 83                      | Yoann Offredo (FRA)      | AB-1                    |
| 84                      | Maurits Lammertink (NED) | 42e                     |
| 85                      | Andrea Pasqualon (ITA)   | 65e                     |
| 86                      | Jérémy Bellicaud (FRA)   | AB-2                    |
| 87                      | Jasper De Plus (BEL)     | AB-1                    |

| Total Direct Énergie TDE | Total Direct Énergie TDE | Total Direct Énergie TDE |
| ------------------------ | ------------------------ | ------------------------ |
| Num                      | Coureur                  | Pos                      |
| 91                       | Niki Terpstra (NED)      | 107e                     |
| 92                       | Romain Sicard (FRA)      | 35e                      |
| 93                       | Julien Simon (FRA)       | 37e                      |
| 94                       | Jérôme Cousin (FRA)      | 118e                     |
| 95                       | Damien Gaudin (FRA)      | 123e                     |
| 96                       | Adrien Petit (FRA)       | 122e                     |
| 97                       | Dries Van Gestel (BEL)   | 77e                      |

| Caja Rural-Seguros RGA CJR | Caja Rural-Seguros RGA CJR | Caja Rural-Seguros RGA CJR |
| -------------------------- | -------------------------- | -------------------------- |
| Num                        | Coureur                    | Pos                        |
| 101                        | Carmelo Urbano (ESP)       | 127e                       |
| 102                        | Joel Nicolau (ESP)         | AB-4                       |
| 103                        | Orluis Aular (VEN)         | 50e                        |
| 104                        | Álvaro Cuadros (ESP)       | 21e                        |
| 105                        | Gonzalo Serrano (ESP)      | 45e                        |
| 106                        | Sergio Román Martín (ESP)  | 89e                        |
| 107                        | Jefferson Cepeda (ECU)     | 44e                        |

| B&B Hotels-Vital Concept p/b KTM BVC | B&B Hotels-Vital Concept p/b KTM BVC | B&B Hotels-Vital Concept p/b KTM BVC |
| ------------------------------------ | ------------------------------------ | ------------------------------------ |
| Num                                  | Coureur                              | Pos                                  |
| 111                                  | Bryan Coquard (FRA)                  | 94e                                  |
| 112                                  | Kris Boeckmans (BEL)                 | AB-3                                 |
| 113                                  | Jens Debusschere (BEL)               | 112e                                 |
| 114                                  | Julien Morice (FRA)                  | 125e                                 |
| 115                                  | Kévin Réza (FRA)                     | 120e                                 |
| 116                                  | Sebastian Schönberger (AUT)          | 28e                                  |
| 117                                  | Jonas Van Genechten (BEL)            | 126e                                 |

| Alpecin-Fenix AFC | Alpecin-Fenix AFC       | Alpecin-Fenix AFC |
| ----------------- | ----------------------- | ----------------- |
| Num               | Coureur                 | Pos               |
| 121               | Floris De Tier (BEL)    | 34e               |
| 122               | Petr Vakoč (CZE)        | 68e               |
| 123               | Jimmy Janssens (BEL)    | 39e               |
| 124               | Scott Thwaites (GBR)    | 90e               |
| 125               | Louis Vervaeke (BEL)    | 36e               |
| 126               | Philipp Walsleben (GER) | AB-3              |
| 127               | Oscar Riesebeek (NED)   | 74e               |

| Fundación-Orbea FOR | Fundación-Orbea FOR    | Fundación-Orbea FOR |
| ------------------- | ---------------------- | ------------------- |
| Num                 | Coureur                | Pos                 |
| 131                 | Juan José Lobato (ESP) | 109e                |
| 132                 | Rubén Fernández (ESP)  | 9e                  |
| 133                 | Mikel Iturria (ESP)    | 53e                 |
| 134                 | Mikel Bizkarra (ESP)   | 15e                 |
| 135                 | Txomin Juaristi (ESP)  | 102e                |
| 136                 | Ibai Azurmendi (ESP)   | 52e                 |
| 137                 | Jokin Aranburu (ESP)   | 119e                |

| Arkéa-Samsic ARK | Arkéa-Samsic ARK         | Arkéa-Samsic ARK |
| ---------------- | ------------------------ | ---------------- |
| Num              | Coureur                  | Pos              |
| 141              | Christophe Noppe (BEL)   | 115e             |
| 142              | Thomas Boudat (FRA)      | 93e              |
| 143              | Thibault Guernalec (FRA) | 103e             |
| 144              | Benoît Jarrier (FRA)     | 98e              |
| 145              | Łukasz Owsian (POL)      | 56e              |
| 146              | Anthony Delaplace (FRA)  | 19e              |
| 147              | Florian Vachon (FRA)     | 99e              |

| Riwal Readynez RIW | Riwal Readynez RIW            | Riwal Readynez RIW |
| ------------------ | ----------------------------- | ------------------ |
| Num                | Coureur                       | Pos                |
| 151                | Sondre Holst Enger (NOR)      | 110e               |
| 152                | Kristian Aasvold (NOR)        | 33e                |
| 153                | Christoffer Lisson (DEN)      | 83e                |
| 154                | Sindre Lunke (NOR)            | 66e                |
| 155                | Rasmus Christian Quaade (DEN) | AB-1               |
| 156                | James Shaw (GBR)              | 49e                |
| 157                | Martijn Budding (NED)         | AB-3               |

| Sport Vlaanderen-Baloise SVB | Sport Vlaanderen-Baloise SVB | Sport Vlaanderen-Baloise SVB |
| ---------------------------- | ---------------------------- | ---------------------------- |
| Num                          | Coureur                      | Pos                          |
| 161                          | Amaury Capiot (BEL)          | 100e                         |
| 162                          | Kevin Deltombe (BEL)         | 69e                          |
| 163                          | Edward Planckaert (BEL)      | 78e                          |
| 164                          | Thomas Sprengers (BEL)       | 27e                          |
| 165                          | Aaron Van Poucke (BEL)       | 38e                          |
| 166                          | Emiel Planckaert (BEL)       | 95e                          |
| 167                          | Jordi Warlop (BEL)           | 96e                          |

| Gazprom-RusVelo GAZ | Gazprom-RusVelo GAZ   | Gazprom-RusVelo GAZ |
| ------------------- | --------------------- | ------------------- |
| Num                 | Coureur               | Pos                 |
| 171                 | Evgeny Shalunov (RUS) | HD-5                |
| 172                 | Marco Canola (ITA)    | AB-3                |
| 173                 | Anton Kuzmin (KAZ)    | 116e                |
| 174                 | Simone Velasco (ITA)  | 55e                 |
| 175                 | Artem Nych (RUS)      | 58e                 |
| 176                 | Alexey Rybalkin (RUS) | 60e                 |
| 177                 | Denis Nekrasov (RUS)  | AB-4                |

| Burgos-BH BBH | Burgos-BH BBH            | Burgos-BH BBH |
| ------------- | ------------------------ | ------------- |
| Num           | Coureur                  | Pos           |
| 181           | Jorge Cubero (ESP)       | 85e           |
| 182           | Pablo Guerrero (ESP)     | 62e           |
| 183           | Willie Smit (RSA)        | 86e           |
| 184           | Juan Felipe Osorio (COL) | 40e           |
| 185           | Diego Rubio (ESP)        | AB-1          |
| 186           | Ángel Madrazo (ESP)      | 47e           |
| 187           | Óscar Cabedo (ESP)       | 54e           |

| Bingoal-Wallonie Bruxelles WVA | Bingoal-Wallonie Bruxelles WVA | Bingoal-Wallonie Bruxelles WVA |
| ------------------------------ | ------------------------------ | ------------------------------ |
| Num                            | Coureur                        | Pos                            |
| 191                            | Jelle Vanendert (BEL)          | 57e                            |
| 192                            | Eliot Lietaer (BEL)            | 43e                            |
| 193                            | Julien Mortier (BEL)           | 63e                            |
| 195                            | Ludovic Robeet (BEL)           | 104e                           |
| 196                            | Franklin Six (BEL)             | 113e                           |

| Equipo Kern Pharma EKP | Equipo Kern Pharma EKP | Equipo Kern Pharma EKP |
| ---------------------- | ---------------------- | ---------------------- |
| Num                    | Coureur                | Pos                    |
| 201                    | Jaime Castrillo (ESP)  | 25e                    |
| 202                    | Enrique Sanz (ESP)     | 108e                   |
| 203                    | Iván Moreno (ESP)      | 67e                    |
| 204                    | José Félix Parra (ESP) | 81e                    |
| 205                    | Urko Berrade (ESP)     | 41e                    |
| 206                    | Roger Adrià (ESP)      | 31e                    |
| 207                    | Jon Agirre (ESP)       | 106e                   |

| Astana AST | Astana AST            | Astana AST |
| ---------- | --------------------- | ---------- |
| Num        | Coureur               | Pos        |
| 1          | Jakob Fuglsang (DEN)  | 1er        |
| 2          | Ion Izagirre (ESP)    | 4e         |
| 3          | Dmitriy Gruzdev (KAZ) | 124e       |
| 4          | Hugo Houle (CAN)      | 84e        |
| 5          | Vadim Pronskiy (KAZ)  | 30e        |
| 6          | Daniil Fominykh (KAZ) | NP-1       |
| 7          | Nikita Stalnow (KAZ)  | 121e       |

| Jumbo-Visma TJV | Jumbo-Visma TJV          | Jumbo-Visma TJV |
| --------------- | ------------------------ | --------------- |
| Num             | Coureur                  | Pos             |
| 11              | Antwan Tolhoek (NED)     | 12e             |
| 12              | Chris Harper (AUS)       | 14e             |
| 13              | Lennard Hofstede (NED)   | 88e             |
| 14              | Taco van der Hoorn (NED) | 92e             |
| 15              | Paul Martens (GER)       | 54e             |
| 16              | Bert-Jan Lindeman (NED)  | 97e             |
| 17              | Tom Leezer (NED)         | NP-5            |

| Mitchelton-Scott MTS | Mitchelton-Scott MTS      | Mitchelton-Scott MTS |
| -------------------- | ------------------------- | -------------------- |
| Num                  | Coureur                   | Pos                  |
| 21                   | Jack Haig (AUS)           | 2e                   |
| 22                   | Mikel Nieve (ESP)         | 13e                  |
| 23                   | Edoardo Affini (ITA)      | 87e                  |
| 24                   | Alexander Edmondson (AUS) | 80e                  |
| 25                   | Brent Bookwalter (USA)    | 16e                  |
| 26                   | Andrey Zeits (KAZ)        | 11e                  |
| 27                   | Alexander Konychev (ITA)  | 105e                 |

| Movistar Team MOV | Movistar Team MOV      | Movistar Team MOV |
| ----------------- | ---------------------- | ----------------- |
| Num               | Coureur                | Pos               |
| 31                | Marc Soler (ESP)       | 8e                |
| 32                | Enric Mas (ESP)        | 20e               |
| 33                | Nélson Oliveira (POR)  | 64e               |
| 34                | Antonio Pedrero (ESP)  | 26e               |
| 35                | Jorge Arcas (ESP)      | 46e               |
| 36                | Jürgen Roelandts (BEL) | 101e              |
| 37                | Sebastián Mora (ESP)   | 111e              |

| Lotto-Soudal LTS | Lotto-Soudal LTS        | Lotto-Soudal LTS |
| ---------------- | ----------------------- | ---------------- |
| Num              | Coureur                 | Pos              |
| 41               | Tomasz Marczyński (POL) | 59e              |
| 42               | Sander Armée (BEL)      | 17e              |
| 43               | Matthew Holmes (GBR)    | 114e             |
| 44               | Kobe Goossens (BEL)     | 75e              |
| 45               | Stefano Oldani (ITA)    | 82e              |
| 46               | Harm Vanhoucke (BEL)    | 10e              |
| 47               | Brian van Goethem (NED) | 72e              |

| Bahrain McLaren TBM | Bahrain McLaren TBM   | Bahrain McLaren TBM |
| ------------------- | --------------------- | ------------------- |
| Num                 | Coureur               | Pos                 |
| 51                  | Mikel Landa (ESP)     | 3e                  |
| 52                  | Pello Bilbao (ESP)    | 6e                  |
| 53                  | Mark Padun (UKR)      | 117e                |
| 54                  | Damiano Caruso (ITA)  | 29e                 |
| 55                  | Sonny Colbrelli (ITA) | 70e                 |
| 56                  | Matej Mohorič (SLO)   | 73e                 |
| 57                  | Dylan Teuns (BEL)     | 5e                  |

| AG2R La Mondiale ALM | AG2R La Mondiale ALM    | AG2R La Mondiale ALM |
| -------------------- | ----------------------- | -------------------- |
| Num                  | Coureur                 | Pos                  |
| 61                   | Silvan Dillier (SUI)    | 18e                  |
| 62                   | Lawrence Naesen (BEL)   | 79e                  |
| 63                   | Alexis Gougeard (FRA)   | 91e                  |
| 64                   | Oliver Naesen (BEL)     | 32e                  |
| 65                   | Stijn Vandenbergh (BEL) | AB-3                 |
| 66                   | Clément Venturini (FRA) | 48e                  |

| UAE Team Emirates UAD | UAE Team Emirates UAD      | UAE Team Emirates UAD |
| --------------------- | -------------------------- | --------------------- |
| Num                   | Coureur                    | Pos                   |
| 71                    | David de la Cruz (ESP)     | AB-4                  |
| 72                    | Alessandro Covi (ITA)      | 51e                   |
| 73                    | Valerio Conti (ITA)        | 61e                   |
| 74                    | Brandon McNulty (USA)      | 7e                    |
| 75                    | Vegard Stake Laengen (NOR) | 76e                   |
| 76                    | Yousif Mirza (UAE)         | NP-1                  |
| 77                    | Edward Ravasi (ITA)        | 24e                   |

| Circus-Wanty Gobert CWG | Circus-Wanty Gobert CWG  | Circus-Wanty Gobert CWG |
| ----------------------- | ------------------------ | ----------------------- |
| Num                     | Coureur                  | Pos                     |
| 81                      | Jan Bakelants (BEL)      | 23e                     |
| 82                      | Loïc Vliegen (BEL)       | 71e                     |
| 83                      | Yoann Offredo (FRA)      | AB-1                    |
| 84                      | Maurits Lammertink (NED) | 42e                     |
| 85                      | Andrea Pasqualon (ITA)   | 65e                     |
| 86                      | Jérémy Bellicaud (FRA)   | AB-2                    |
| 87                      | Jasper De Plus (BEL)     | AB-1                    |

| Total Direct Énergie TDE | Total Direct Énergie TDE | Total Direct Énergie TDE |
| ------------------------ | ------------------------ | ------------------------ |
| Num                      | Coureur                  | Pos                      |
| 91                       | Niki Terpstra (NED)      | 107e                     |
| 92                       | Romain Sicard (FRA)      | 35e                      |
| 93                       | Julien Simon (FRA)       | 37e                      |
| 94                       | Jérôme Cousin (FRA)      | 118e                     |
| 95                       | Damien Gaudin (FRA)      | 123e                     |
| 96                       | Adrien Petit (FRA)       | 122e                     |
| 97                       | Dries Van Gestel (BEL)   | 77e                      |

| Caja Rural-Seguros RGA CJR | Caja Rural-Seguros RGA CJR | Caja Rural-Seguros RGA CJR |
| -------------------------- | -------------------------- | -------------------------- |
| Num                        | Coureur                    | Pos                        |
| 101                        | Carmelo Urbano (ESP)       | 127e                       |
| 102                        | Joel Nicolau (ESP)         | AB-4                       |
| 103                        | Orluis Aular (VEN)         | 50e                        |
| 104                        | Álvaro Cuadros (ESP)       | 21e                        |
| 105                        | Gonzalo Serrano (ESP)      | 45e                        |
| 106                        | Sergio Román Martín (ESP)  | 89e                        |
| 107                        | Jefferson Cepeda (ECU)     | 44e                        |

| B&B Hotels-Vital Concept p/b KTM BVC | B&B Hotels-Vital Concept p/b KTM BVC | B&B Hotels-Vital Concept p/b KTM BVC |
| ------------------------------------ | ------------------------------------ | ------------------------------------ |
| Num                                  | Coureur                              | Pos                                  |
| 111                                  | Bryan Coquard (FRA)                  | 94e                                  |
| 112                                  | Kris Boeckmans (BEL)                 | AB-3                                 |
| 113                                  | Jens Debusschere (BEL)               | 112e                                 |
| 114                                  | Julien Morice (FRA)                  | 125e                                 |
| 115                                  | Kévin Réza (FRA)                     | 120e                                 |
| 116                                  | Sebastian Schönberger (AUT)          | 28e                                  |
| 117                                  | Jonas Van Genechten (BEL)            | 126e                                 |

| Alpecin-Fenix AFC | Alpecin-Fenix AFC       | Alpecin-Fenix AFC |
| ----------------- | ----------------------- | ----------------- |
| Num               | Coureur                 | Pos               |
| 121               | Floris De Tier (BEL)    | 34e               |
| 122               | Petr Vakoč (CZE)        | 68e               |
| 123               | Jimmy Janssens (BEL)    | 39e               |
| 124               | Scott Thwaites (GBR)    | 90e               |
| 125               | Louis Vervaeke (BEL)    | 36e               |
| 126               | Philipp Walsleben (GER) | AB-3              |
| 127               | Oscar Riesebeek (NED)   | 74e               |

| Fundación-Orbea FOR | Fundación-Orbea FOR    | Fundación-Orbea FOR |
| ------------------- | ---------------------- | ------------------- |
| Num                 | Coureur                | Pos                 |
| 131                 | Juan José Lobato (ESP) | 109e                |
| 132                 | Rubén Fernández (ESP)  | 9e                  |
| 133                 | Mikel Iturria (ESP)    | 53e                 |
| 134                 | Mikel Bizkarra (ESP)   | 15e                 |
| 135                 | Txomin Juaristi (ESP)  | 102e                |
| 136                 | Ibai Azurmendi (ESP)   | 52e                 |
| 137                 | Jokin Aranburu (ESP)   | 119e                |

| Arkéa-Samsic ARK | Arkéa-Samsic ARK         | Arkéa-Samsic ARK |
| ---------------- | ------------------------ | ---------------- |
| Num              | Coureur                  | Pos              |
| 141              | Christophe Noppe (BEL)   | 115e             |
| 142              | Thomas Boudat (FRA)      | 93e              |
| 143              | Thibault Guernalec (FRA) | 103e             |
| 144              | Benoît Jarrier (FRA)     | 98e              |
| 145              | Łukasz Owsian (POL)      | 56e              |
| 146              | Anthony Delaplace (FRA)  | 19e              |
| 147              | Florian Vachon (FRA)     | 99e              |

| Riwal Readynez RIW | Riwal Readynez RIW            | Riwal Readynez RIW |
| ------------------ | ----------------------------- | ------------------ |
| Num                | Coureur                       | Pos                |
| 151                | Sondre Holst Enger (NOR)      | 110e               |
| 152                | Kristian Aasvold (NOR)        | 33e                |
| 153                | Christoffer Lisson (DEN)      | 83e                |
| 154                | Sindre Lunke (NOR)            | 66e                |
| 155                | Rasmus Christian Quaade (DEN) | AB-1               |
| 156                | James Shaw (GBR)              | 49e                |
| 157                | Martijn Budding (NED)         | AB-3               |

| Sport Vlaanderen-Baloise SVB | Sport Vlaanderen-Baloise SVB | Sport Vlaanderen-Baloise SVB |
| ---------------------------- | ---------------------------- | ---------------------------- |
| Num                          | Coureur                      | Pos                          |
| 161                          | Amaury Capiot (BEL)          | 100e                         |
| 162                          | Kevin Deltombe (BEL)         | 69e                          |
| 163                          | Edward Planckaert (BEL)      | 78e                          |
| 164                          | Thomas Sprengers (BEL)       | 27e                          |
| 165                          | Aaron Van Poucke (BEL)       | 38e                          |
| 166                          | Emiel Planckaert (BEL)       | 95e                          |
| 167                          | Jordi Warlop (BEL)           | 96e                          |

| Gazprom-RusVelo GAZ | Gazprom-RusVelo GAZ   | Gazprom-RusVelo GAZ |
| ------------------- | --------------------- | ------------------- |
| Num                 | Coureur               | Pos                 |
| 171                 | Evgeny Shalunov (RUS) | HD-5                |
| 172                 | Marco Canola (ITA)    | AB-3                |
| 173                 | Anton Kuzmin (KAZ)    | 116e                |
| 174                 | Simone Velasco (ITA)  | 55e                 |
| 175                 | Artem Nych (RUS)      | 58e                 |
| 176                 | Alexey Rybalkin (RUS) | 60e                 |
| 177                 | Denis Nekrasov (RUS)  | AB-4                |

| Burgos-BH BBH | Burgos-BH BBH            | Burgos-BH BBH |
| ------------- | ------------------------ | ------------- |
| Num           | Coureur                  | Pos           |
| 181           | Jorge Cubero (ESP)       | 85e           |
| 182           | Pablo Guerrero (ESP)     | 62e           |
| 183           | Willie Smit (RSA)        | 86e           |
| 184           | Juan Felipe Osorio (COL) | 40e           |
| 185           | Diego Rubio (ESP)        | AB-1          |
| 186           | Ángel Madrazo (ESP)      | 47e           |
| 187           | Óscar Cabedo (ESP)       | 54e           |

| Bingoal-Wallonie Bruxelles WVA | Bingoal-Wallonie Bruxelles WVA | Bingoal-Wallonie Bruxelles WVA |
| ------------------------------ | ------------------------------ | ------------------------------ |
| Num                            | Coureur                        | Pos                            |
| 191                            | Jelle Vanendert (BEL)          | 57e                            |
| 192                            | Eliot Lietaer (BEL)            | 43e                            |
| 193                            | Julien Mortier (BEL)           | 63e                            |
| 195                            | Ludovic Robeet (BEL)           | 104e                           |
| 196                            | Franklin Six (BEL)             | 113e                           |

| Equipo Kern Pharma EKP | Equipo Kern Pharma EKP | Equipo Kern Pharma EKP |
| ---------------------- | ---------------------- | ---------------------- |
| Num                    | Coureur                | Pos                    |
| 201                    | Jaime Castrillo (ESP)  | 25e                    |
| 202                    | Enrique Sanz (ESP)     | 108e                   |
| 203                    | Iván Moreno (ESP)      | 67e                    |
| 204                    | José Félix Parra (ESP) | 81e                    |
| 205                    | Urko Berrade (ESP)     | 41e                    |
| 206                    | Roger Adrià (ESP)      | 31e                    |
| 207                    | Jon Agirre (ESP)       | 106e                   |